# Ваташа
Вата́ша (мак. Ваташа) — село у Північній Македонії, у складі общини Кавадарці Вардарського регіону.
Населення — 3502 особи (перепис 2002) в 1082 господарствах.